# Viện Kinh tế và Chính trị Thế giới
Viện Kinh tế và Chính trị Thế giới là một cơ quan nghiên cứu về kinh tế quốc tế và chính trị quốc tế của Việt Nam, trực thuộc Viện Hàn lâm Khoa học xã hội Việt Nam. Viện có tên giao dịch theo tiếng Anh là Institute of World Economics and Politics, viết tắt là IWEP.
Viện là cơ quan chủ quản của tạp chí Những vấn đề kinh tế và chính trị thế giới và phiên bản tiếng Anh Vietnam Economic Review.

## Lịch sử
Tiền thân của Viện Kinh tế và Chính trị Thế giới là Ban Kinh tế thế giới thành lập năm 1960 trực thuộc Viện Kinh tế học. Năm 1980, Ban Kinh tế thế giới tách khỏi Viện Kinh tế học và trực thuộc Ủy ban Khoa học xã hội Việt Nam. Tháng 9 năm 1983, Hội đồng Bộ trưởng ra quyết định thành lập Viện Kinh tế thế giới trên cơ sở Ban Kinh tế thế giới. Như tên gọi lúc mới thành lập, Viện có chức năng nghiên cứu các vấn đề kinh tế thế giới và quan hệ kinh tế quốc tế nhằm cung cấp những luận cứ khoa học cho việc hoạch định đường lối, chính sách kinh tế đối ngoại của Đảng và Nhà nước Việt Nam. Năm 2004, Viện được đổi tên thành Viện Kinh tế và Chính trị Thế giới và có thêm chức năng nghiên cứu các vấn đề chính trị, an ninh quốc tế. Từ năm 1994 đến năm 2010, Viện còn có chức năng đào tạo tiến sĩ kinh tế chuyên ngành kinh tế quốc tế.
Tháng 9 năm 1998, Viện được trao Huân chương Lao động hạng nhì.

## Lãnh đạo
- GS. Đào Văn Tập: Trưởng ban Kinh tế thế giới (Viện Kinh tế học)
- PGS. TSKH. Võ Đại Lược: 1980-1983: Trưởng ban Kinh tế thế giới (Ủy ban Khoa học xã hội); 1983-2003: Viện trưởng
- GS. TS. Nguyễn Xuân Thắng: 2003-2007
- PGS. TS. Lưu Ngọc Trịnh: 2007 - 2010: Quyền Viện trưởng; 2008-11/2010: Viện trưởng
- PGS. TS. Chu Đức Dũng: từ năm 2011 tới 7/2019
- GS. TS. Đặng Nguyên Anh: từ 7/2019 tới 7/2020.
- TS. Phí Vĩnh Tường: Phó Viện trưởng phụ trách: từ 7/2020 tới nay

## Trụ sở
Khi mới thành lập, Viện đóng tại 27 phố Trần Xuân Soạn, Hà Nội. Từ năm 1989, Viện rời trụ sở về 176 phố Thái Hà, Hà Nội.